# 边疆在美国历史上的重要性
《边疆在美国历史上的重要性》是弗雷德里克·杰克逊·特纳创作的一本关于美国历史的著作，获1933年普利策历史奖。